# Salade de macaronis
La salade de macaronis est un type de salade à base de pâtes, servie froide, faite avec des macaronis cuits et généralement préparée avec de la mayonnaise. Tout comme la salade de pommes de terre ou la salade de chou, elle est souvent servie en accompagnement lors d'un barbecue, de poulet frit ou d'autres plats de style pique-nique. Comme tout plat, les variations nationales et régionales abondent mais elle est généralement préparée avec des oignons crus en dés, de l'aneth ou des pickles doux et du céleri, et assaisonnée de sel et de poivre.